# Lispoides guatemala
Lispoides guatemala är en tvåvingeart som beskrevs av John Otterbein Snyder 1951. Lispoides guatemala ingår i släktet Lispoides och familjen husflugor.
Artens utbredningsområde är Guatemala. Inga underarter finns listade i Catalogue of Life.